# Detritus (geologia)

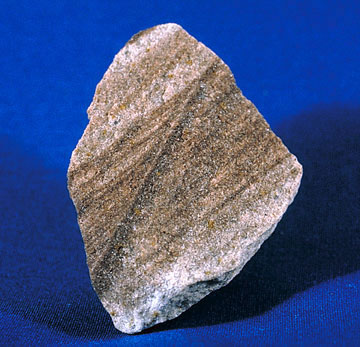
Aquesta pedra sorrenca mostra partícules detrítiques compostes per grans de quars

Detritus amb els seus adjectius detrític i detritica, en geologia és un terme que es fa servir per a descriure les partícules de roques derivades d'una roca preexistent a través de processos de meteorització i erosió. Les partícules detrítiques poden constar de fragments lítics (partícules on es pot reconèixer la roca) o de fragments no minerals (grans minerals). Aquests fragments sovint es transporten per processos sedimentaris a llocs on es dipositen com les lleres dels rius, llacs o els oceans formant successions sedimentàries. Els processos de diagènesi poden transformar aquestes sediments a roques a través de la cimentació i litificació, formant roques sedimentàries com el gres. Al seu torn aquestes roques es poden meteoritzar i erosionar per a formar una segona generació de sediment.